# Football Club Internazionale Milano 1968-1969
Questa voce raccoglie le informazioni riguardanti il Football Club Internazionale Milano nelle competizioni ufficiali della stagione 1968-1969.

## Stagione
Nella Stagione 1968-1969 l'Inter disputa il campionato di Serie A, un torneo a 16 squadre, con 36 punti si piazza in quarta posizione, lo scudetto lo vince la Fiorentina con 45 punti, al secondo posto la coppia Cagliari e Milan con 41 punti, retrocedono il Varese, il Pisa e l'Atalanta.

Mazzola saluta lo juventino Anastasi nel derby d'Italia del 4 maggio 1969

 Ormai chiuso il ciclo della Grande Inter, la prima stagione di Ivanoe Fraizzoli al timone della Beneamata, fu caratterizzata da un mercato con pochi acquisti e poche ambizioni. Dal mercato è arrivato il mediano Mario Bertini prelevato dalla Fiorentina, che con undici reti è stato il miglior marcatore stagionale nerazzurro, sono arrivati anche il jolly Cesare Poli preso dal Vicenza, il giovane attaccante Dino Spadetto preso dal Montebelluna, e l'ala Giovanni Vastola arrivato dal Varese. La marcia in campionato è stata tranquilla ma senza acuti, il piazzamento finale è stato un discreto quarto posto. Nel corso di questa stagione è nata una prima forma di tifo organizzato, i Boys di San Siro, la cui origine si fa risalire al gennaio del 1969. In Coppa Italia nel quinto girone di qualificazione vinto dall'Atalanta, l'Inter ottiene solo tre pareggi che lo eliminano dal torneo.

## Divise
| Casa | Trasferta |  |

## Organigramma societario
Area direttiva
- Presidente: Ivanoe Fraizzoli
- Vicepresidente: Giuseppe Prisco
- Consigliere: Angelo Corridori
- Segretario: Franco Manni

Area tecnica
- Allenatore: Alfredo Foni, Maino Neri (ad interim)

Area sanitaria
- Medico sociale: dott. Angelo Quarenghi[1]
- Massaggiatore: Giancarlo Della Casa

## Rosa
| N. |                   | Ruolo | Calciatore          |
| -- | ----------------- | ----- | ------------------- |
|    | Italia (bandiera) | P     | Ivano Bordon        |
|    | Italia (bandiera) | P     | Sergio Girardi      |
|    | Italia (bandiera) | P     | Ferdinando Miniussi |
|    | Italia (bandiera) | P     | Pasquale Lattanzi   |
|    | Italia (bandiera) | P     | Luigi Reali         |
|    | Italia (bandiera) | D     | Tarcisio Burgnich   |
|    | Italia (bandiera) | D     | Giancarlo Cella     |
|    | Italia (bandiera) | D     | Giacinto Facchetti  |
|    | Italia (bandiera) | D     | Spartaco Landini    |
|    | Italia (bandiera) | C     | Gianfranco Bedin    |
|    | Italia (bandiera) | C     | Mario Bertini       |

| N. |                    | Ruolo | Calciatore             |
| -- | ------------------ | ----- | ---------------------- |
|    | Italia (bandiera)  | C     | Mario Corso (capitano) |
|    | Italia (bandiera)  | C     | Sergio Gori            |
|    | Italia (bandiera)  | C     | Sandro Mazzola         |
|    | Italia (bandiera)  | C     | Cesare Poli            |
|    | Spagna (bandiera)  | C     | Luis Suárez            |
|    | Italia (bandiera)  | C     | Gaetano Salvemini      |
|    | Brasile (bandiera) | A     | Jair da Costa          |
|    | Italia (bandiera)  | A     | Angelo Domenghini      |
|    | Italia (bandiera)  | A     | Dino Spadetto          |
|    | Italia (bandiera)  | A     | Giovanni Vastola       |

## Risultati

### Serie A

#### Girone di andata
| Arbitro: | Picasso (Chiavari) |

|  |           |             |
|  | Marcatori | 76’ Mazzola |

| Arbitro: | Sbardella (Roma) |

|                |           |                     |
| Domenghini 29’ | Marcatori | 1’ (aut.) Facchetti |

| Arbitro: | Gonella (Torino) |

|                       |           |           |
| Pellizzaro 70’ (rig.) | Marcatori | 62’ Corso |

| Arbitro: | Lo Bello (Siracusa) |

|                                                      |           |  |
| Facchetti 9’ Spadetto 65’ Mazzola 75’ Domenghini 90’ | Marcatori |  |

| Arbitro: | Angonese (Mestre) |

|           |           |  |
| Fogli 68’ | Marcatori |  |

| Arbitro: | Monti (Ancona) |

|                                          |           |                  |
| Facchetti 45’ Bertini 55’ Domenghini 69’ | Marcatori | 2’ (aut.) Suarez |

| Arbitro: | D'Agostini (Roma) |

|             |           |                     |
| Piaceri 18’ | Marcatori | 35’ (aut.) Federici |

| Arbitro: | Gonella (Torino) |

|                |           |                           |
| Domenghini 57’ | Marcatori | 33’ Chiarugi 54’ Amarildo |

| Arbitro: | Sbardella (Roma) |

|                                 |           |           |
| Miniussi 10’ (aut.) Facchin 21’ | Marcatori | 50’ Corso |

| Arbitro: | De Marchi (Pordenone) |

|                                                                     |           |  |
| Dolci 17’ (aut.) Vastola 25’, 86’ Facchetti 53’ Domenghini 73’, 88’ | Marcatori |  |

| Arbitro: | Pieroni (Roma) |

|              |           |              |
| Da Costa 72’ | Marcatori | 74’ Lazzotti |

| Arbitro: | Lo Bello (Siracusa) |

|  |           |                                              |
|  | Marcatori | 40’ (rig.) Bertini 72’ Facchetti 89’ Vastola |

| Arbitro: | Sbardella (Roma) |

|              |           |                  |
| Burgnich 76’ | Marcatori | 2’, 10’ Anastasi |

| Arbitro: | Picasso (Chiavari) |

|                                      |           |           |
| Domenghini 54’ Bertini 61’, 77’, 90’ | Marcatori | 85’ Maddè |

| Arbitro: | Lattanzi (Roma) |

|            |           |                         |
| Mujesan 7’ | Marcatori | 19’ Bertini 50’ Vastola |

#### Girone di ritorno
| Arbitro: | Michelotti (Parma) |

|             |           |  |
| Mazzola 78’ | Marcatori |  |

| Arbitro: | Gonella (Torino) |

|                              |           |             |
| Cané 40’, 48’ Montefusco 44’ | Marcatori | 62’ Bertini |

| Milano 15 febbraio 1969, ore 18:30 18ª giornata | Inter            | 0 – 0 | Palermo | Stadio San Siro\| Arbitro: \| Di Tonno (Lecce) \| |
| Arbitro:                                        | Di Tonno (Lecce) |       |         |                                                   |

| Arbitro: | Picasso (Chiavari) |

|          |           |  |
| riva 29’ | Marcatori |  |

| Arbitro: | Lo Bello (Siracusa) |

|           |           |           |
| Corso 53’ | Marcatori | 86’ Prati |

| Arbitro: | De Robbio (Torre Annunziata) |

|  |           |                                                |
|  | Marcatori | 29’ Bertini 31’ Facchetti 49’ (aut.) Santarini |

| Arbitro: | Acernese (Roma) |

|                                       |           |  |
| Mazzola 27’, 64’ Gori 39’ Vastola 48’ | Marcatori |  |

| Arbitro: | Lo Bello (Siracusa) |

|              |           |  |
| Chiarugi 10’ | Marcatori |  |

| Arbitro: | Monti (Ancona) |

|                                 |           |                        |
| Facchetti 4’ Bertini 49’ (rig.) | Marcatori | 7’ Pulici 77’ Moschino |

| Arbitro: | De Marchi (Pordenone) |

|  |           |          |
|  | Marcatori | 77’ Jair |

| Arbitro: | Di Tonno (Lecce) |

|  |           |                                                 |
|  | Marcatori | 7’ Domenghini 75’ Jair 76’ Mazzola 85’ Spadetto |

| Arbitro: | De Robbio (Torre Annunziata) |

|                    |           |                  |
| Bertini 41’ (rig.) | Marcatori | 61’ (rig.) Vieri |

| Arbitro: | Toselli (Cormons) |

|            |           |  |
| Haller 16’ | Marcatori |  |

| Arbitro: | Panzino (Catanzaro) |

|                        |           |                                       |
| Traspedini 44’ Bui 47’ | Marcatori | 20’ Mazzola 25’ Suarez 50’ Domenghini |

| Arbitro: | Giunti (Arezzo) |

|                                        |           |  |
| Bertini 43’ Vastola 48’, 74’ Corso 55’ | Marcatori |  |

### Coppa Italia

#### Primo turno
| Arbitro: | Acernese (Roma) |

|                |           |             |
| V. Calloni 65’ | Marcatori | 64’ Vastola |

| Arbitro: | Gonella (Torino) |

|            |           |               |
| Comini 38’ | Marcatori | 76’ Facchetti |

| Arbitro: | Francescon (Padova) |

|             |           |            |
| Vastola 85’ | Marcatori | 87’ Tiberi |

## Statistiche

### Statistiche di squadra
| Competizione | Punti | In casa | In casa | In casa | In casa | In casa | In casa | In trasferta | In trasferta | In trasferta | In trasferta | In trasferta | In trasferta | Totale | Totale | Totale | Totale | Totale | Totale | DR |
| Competizione | Punti | G       | V       | N       | P       | Gf      | Gs      | G            | V            | N            | P            | Gf           | Gs           | G      | V      | N      | P      | Gf     | Gs     | DR |
| ------------ | ----- | ------- | ------- | ------- | ------- | ------- | ------- | ------------ | ------------ | ------------ | ------------ | ------------ | ------------ | ------ | ------ | ------ | ------ | ------ | ------ | -- |
| Serie A      | 36    | 15      | 7       | 6       | 2       | 34      | 12      | 15           | 7            | 2            | 6            | 21           | 14           | 30     | 14     | 8      | 8      | 55     | 26     | 29 |
| Coppa Italia | -     | 1       | 0       | 1       | 0       | 1       | 1       | 2            | 0            | 2            | 0            | 2            | 2            | 3      | 0      | 3      | 0      | 3      | 3      | 0  |
| Totale       | -     | 16      | 7       | 7       | 2       | 35      | 13      | 17           | 7            | 4            | 6            | 23           | 16           | 33     | 14     | 11     | 8      | 58     | 29     | 29 |

## Giovanili

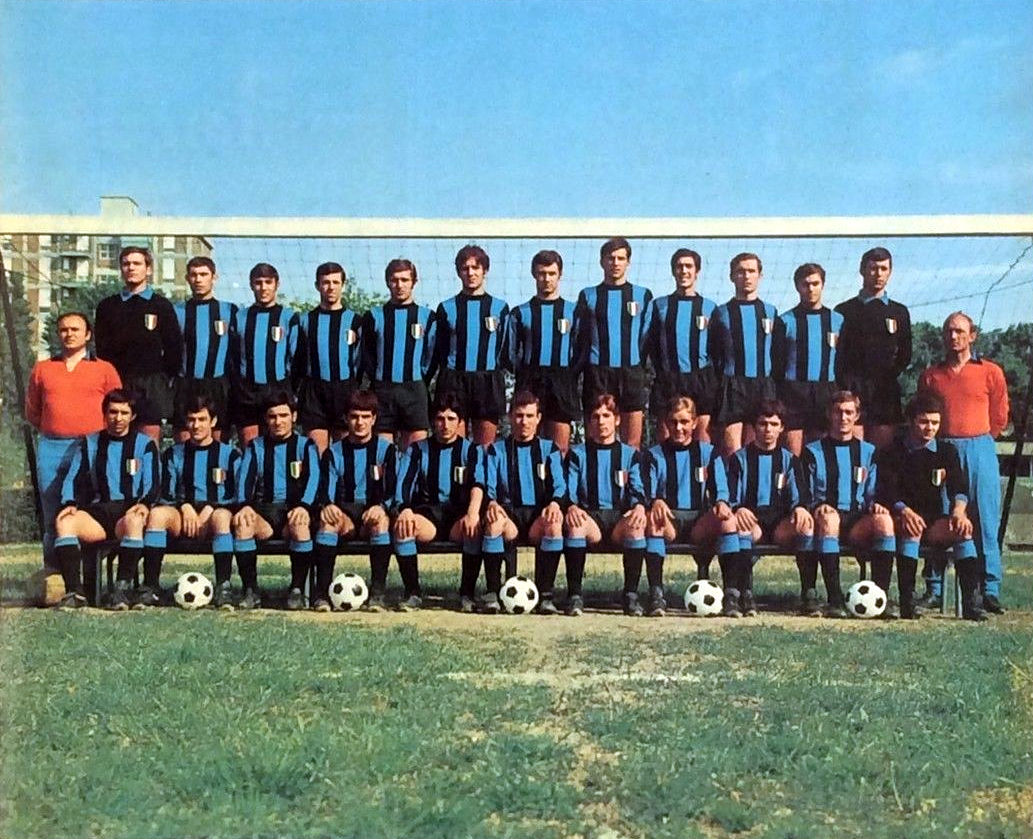
La rosa Primavera nerazzurra posa con le maglie scudettate dopo la vittoria del suo terzo titolo di categoria

### Organigramma
- Primavera
  - Allenatore: Giovanni Invernizzi

### Piazzamenti
- Primavera:
  - Campionato: vincitore (Serie A)
  - Torneo di Viareggio: ottavi di finale